# گوستاوو پرادو
گوستاوو پرادو (انگلیسی: Gustavo Prado؛ زادهٔ ۶ ژوئن ۲۰۰۵) بازیکن فوتبال اهل برزیل است که در حال حاضر برای اینترناسیونال در پست هافبک بازی می‌کند.
وی همچنین در تیم ملی فوتبال زیر ۲۰ سال برزیل بازی کرده است.

## دوران باشگاهی
گوستاوو پرادو که در ریو دو ژانیرو زاده شده است، در ۱۸ فوریه ۲۰۲۳ از فریرویاریا به تیم جوانان اینترناسیونال پیوست. در فوریه ۲۰۲۴ و پس از عملکرد درخشان در تیم زیر ۲۰ سال این باشگاه، به تیم اصلی ارتقا یافت.
پرادو نخستین بازی حرفه‌ای خود را در ۳ فوریه ۲۰۲۴ انجام داد؛ در نیمهٔ دوم مسابقه‌ای از رقابت‌های قهرمانی گائوشو که با پیروزی خانگی ۲–۰ برابر کاسیاس همراه بود، به‌جای برونو هنریک وارد زمین شد. او در ۱۳ آوریل برای نخستین بار در سری آ بازی کرد و در دقایق پایانی پیروزی ۲–۱ برابر باهیا به‌جای ماوریسیو وارد میدان شد.

## دوران ملی
گوستاوو پرادو یکی از بازیکنان تیم ملی فوتبال زیر ۲۰ سال برزیل بود که در مسابقات قهرمانی فوتبال جوانان آمریکای جنوبی ۲۰۲۵ به قهرمانی رسید.